# 第27屆傳藝金曲獎
第27屆傳藝金曲獎由國立傳統藝術中心主辦。參賽作品限2015年以臺灣地區為首次發表地之作品。本屆為東森電視於第12屆、第18屆、第25屆後第四度轉播頒獎典禮。

## 報名資格與統計
本屆自2016年1月1日至2月底受理報名，凡於2015年首次發行的傳統暨藝術音樂專輯以及正式的戲曲公開展演均可參賽；特別獎推薦時間至2016年6月15日止。本屆戲曲表演類新增「年度最佳演員獎」，並下修「最佳個人表演新秀獎」之年齡限制，由四十五歲調整為四十歲。出版類獎項修正部分參賽資格，同張專輯報名單一獎項以三首作品參賽為限，且只能在傳藝金曲獎或流行金曲獎之間擇一報名。

### 評審團
總召集人：陳郁秀
戲曲表演類：柯基良

## 入圍暨得獎名單
| 以表示得獎者 |

## 外部連結
- 第27屆傳統暨藝術音樂類金曲獎官方網站 （页面存档备份，存于）